# Angeliera phreaticola
Angeliera phreaticola är en kräftdjursart som beskrevs av Claude Chappuis och G. Delamare 1952. Angeliera phreaticola ingår i släktet Angeliera och familjen Microparasellidae. Utöver nominatformen finns också underarten A. p. phreaticola.